# Jean Borel (Esperantist)

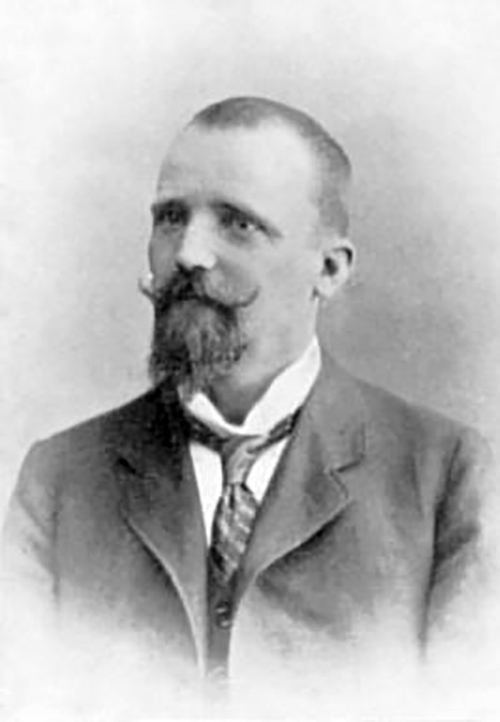
Jean Borel (etwa 1905)

Jean Borel (* 23. August 1868 in Couvet, Schweiz; † 30. Januar 1946 in Lugano) war ein Schweizer Esperantist, Journalist, Übersetzer und Verleger. Borel initiierte die Gründung des Deutschen Esperanto-Bundes (DEB) und war der erste Redakteur der Bundeszeitschrift.
Er veröffentlichte Beiträge in verschiedenen Zeitschriften unter dem Kürzel J. B. und dem Pseudonym D. Spero.

## Leben
Borel studierte Geschichte und Journalistik. Er erlernte 1886 die Plansprache Volapük und 1901 in Vaumarcus die internationale Plansprache Esperanto. 1903 siedelte er nach Berlin über, wo sein Bruder Jules (1873–1948) Direktor des Verlags Möller & Borel und einer Druckerei in der Prinzenstraße 95 (ab 1909 Lindenstraße 18–19) war. Nachdem das Druckerei- und Verlagsgebäude im Zweiten Weltkrieg 1944 mit dem ganzen Viertel (Zeitungsviertel, heute im Berliner Ortsteil Kreuzberg) bei einem Bombenangriff zerstört worden war, gingen die beiden Brüder zurück in die Schweiz.

## Esperanto

### Gründer derEsperantista Grupo Berlinound desEsperanto-Verlags Möller & Borelin Berlin
Alfred Hermann Fried (1864–1921), der seit 1889 in Berlin eine Verlagsbuchhandlung führte und 1892 die Deutsche Friedensgesellschaft mitgegründet hatte, engagierte sich ab 1902 für die Gründung einer deutschen Esperanto-Gesellschaft. Er gab im März 1903 ein Esperanto-Lehrbuch heraus und begeisterte einige Esperantisten für das Projekt, die sich in seiner Wohnung trafen. Er musste aber Berlin im Juni 1903 verlassen und nach Wien zurückkehren, weil er finanzielle und familiäre Probleme hatte, seine Einbürgerung in Deutschland aussichtslos war und sein Rückhalt in der deutschen Friedensbewegung schwand.
Jean Borel wollte, nachdem er 1902–1903 die Schweizerische Esperanto-Gesellschaft mitbegründet hatte, in Berlin, wo Druckerei und Verlag seines Bruders günstige Voraussetzungen boten, an der Gründung einer deutschen Esperanto-Gesellschaft mitwirken. Er besuchte zu Pfingsten 1903 den Begründer des Esperanto Ludwig Zamenhof (1859–1917) in Warschau und beriet mit ihm die nächsten Schritte. Gemeinsam mit Adolf Schmidt (1860–1944), der 1902 die Leitung des Geomagnetischen Observatoriums in Potsdam übernommen hatte und Wilhelm Wetekamp (1859–1945), der ab 1903 das Werner-Siemens-Realgymnasium in Berlin nach reformpädagogischen Prinzipien leitete, und anderen Berliner Esperantisten gründete er unter der Schirmherrschaft der Deutschen Friedensgesellschaft die Esperantisten-Gruppe Berlin. Im Dezember 1903 rief er gemeinsam mit seinem Bruder Jules Borel (1873–1946) den Esperanto-Verlag Möller & Borel ins Leben (ab 1912 Ader & Borel und ab 1923 Ellersiek & Borel), in dem er ab 1904 Lehrmaterialien, Informationsschriften, belletristische und Fachliteratur und die Zeitschrift der Berliner Gruppe Esperantistische Mitteilungen herausgab, die 1905 zum Germana Esperantisto wurde.

### Gründer der ZeitschriftGermana Esperantistound Initiator der Gründung desDeutschen Esperanto-Bundes
Die Berliner Gruppe unter Leitung ihres Vorsitzenden Adolf Schmidt und ihres stellvertretenden Vorsitzenden Jean Borel entfaltete eine umfangreiche Informationstätigkeit, die sich nicht nur auf Berlin beschränkte. Sie versandte Flugblätter, Informations- und Lehrmaterialien in viele Orte im deutschsprachigen Raum, beantwortete Anfragen und warb für eine Mitgliedschaft in ihrer Gruppe oder einer Gruppe im jeweiligen Ort bzw. die Gründung einer neuen Esperanto-Gruppe.
Borels Lehrbuch auf der Grundlage des Lehrbuchs L' Espéranto en dix leçons von Théophile Cart verfasst, erschien in 16 Auflagen mit insgesamt 130 000 Exemplaren. Seine Informationsbroschüre, die auch eine Beschreibung der Sprache, eine Esperanto-Grammatik, ein Wörterverzeichnis Esperanto-Deutsch und Sprachbeispiele enthält, wurde 23 mal aufgelegt mit insgesamt 250 000 Exemplaren.

In der Zeitschrift der Berliner Gruppe Esperantistische Mitteilungen, die er redigierte, entfachte er die Diskussion um die Gründung einer deutschen Esperanto-Gesellschaft. Ab 1905 nannte sich die Zeitschrift Germana Esperantisto (Der deutsche Esperantist) mit dem Untertitel Esperantistische Mitteilungen für Deutschsprechende. In seinem Leitartikel in der Nummer 1/1905 kündigte er die Achtung vor allem von zwei Grundprinzipien an: „1. wir werden möglichst sorgsam jeden religosen und politischen Zweck vermeiden ... 2. wir werden die Einheit unserer Sprache nach den Zamenhofschen Regeln wahren und verteidigen.“ Er konnte hier auch einen Brief Zamenhofs veröffentlichen, der ihm schrieb:
„Ihrem Unternehmen wünsche ich von Herzen den besten Erfolg. Ich bin überzeugt, dass dieser sich sicherlich einstellen und der "Germana Esperantisto" bald ein mächtiges und wichtiges Organ aller deutschen Esperantistengruppen werden wird. Denn Sie beherrschen unsere Sprache sehr gut und haben schon zur Genüge Ihre Energie und Hingebung bewiesen, die Sie unserer Sache zuteil werden lassen;..." 
1906 wurde in Braunschweig die Deutsche Esperantisten-Gesellschaft (DEG) gegründet, deren Organ ab 1907 der Germana Esperantisto war. Borel blieb Redakteur des Bundesorgans bis 1910 mit Unterbrechung vom Juli 1907 bis September 1908 (Redakteur Otto Liesche). Borels Nachfolger wurde Friedrich Ellersiek (1880–1959), der die Zeitschrift bis 1935 redigierte.

In dem enzyklopädischen Werk Esperanto en perspektivo wird Borels Bedeutung so beschrieben:
„Der wahre Initiator der Esperantobewegung in Deutschland war dennoch Jean Borel…“
Als 1909 die DEG sich in Deutscher Esperanto-Bund umbenannte, um sich als Zusammenschluss von Esperanto-Gruppen zu profilieren, wurden Jean Borel und Adolf Schmidt als erste mit dem Ehrenzeichen des DEB und mit dem Titel Ehrenmitglied ausgezeichnet.

### Verleger in Berlin und Übersetzer
Borel begründete im Jahr 1909 die Buchreihe Esperanta Biblioteko Internacia (Internationale Esperanto-Bibliothek). Im Band 1 veröffentlichte er eigene Übersetzungen unter anderem einiger Fabeln von Gotthold Ephraim Lessing, und Ausschnitten aus Lienhard und Gertrud von Johann Heinrich Pestalozzi und aus Geschichtswerken von Friedrich Schiller und Leopold von Ranke

Im Vorwort äußert er sich zum Konzept der Reihe.
„Ziel dieser Bibliothek ist es, Proben guter Literatur zu sammeln und ihre Esperanto-Übersetzung in Form von kleinen und preiswerten Ausgaben vorzustellen… Die bekanntesten Literaturen werden, so hoffen wir, in der Sammlung nach und nach durch Fragmente ihrer charakteristischsten oder interessantesten Teile vertreten sein… Wenn möglich werden die Übersetzungen von den fähigsten Esperantisten aller Länder geschaffen, direkt vom Originaltext. Auf diese Weise wird mit der Zeit unsere kleine Esperanto-Bibliothek quasi als internationales Spiegelchen der Weltliteratur entstehen“
Insgesamt entstanden 30 Bändchen (33 Nummern), die zum Teil in mehreren Auflagen erschienen und in denen Werke der schweizerischen, deutschen, dänischen, russischen, polnischen, spanischen, französischen, englischen, japanischen, norwegischen, bulgarischen, lateinischen, amerikanischen, ungarischen Literatur durch Esperanto-Übersetzungen vertreten waren.
Einige Übersetzungen besorgte Borel selbst. Er übersetzte auch die Novellensammlung Mateo Falcone von Prosper Mérimée, die als Band 1 in der Reihe Biblioteko Tutmonda bei Rudolf Mosse erschien.
Borel führte den Verlag bis 1927, dann übernahm ihn Friedrich Ellersiek allein und Borel arbeitete in der Druckerei seines Bruders.
1905–1914 war Borel Mitglied im Lingva Komitato (Sprachkomitee), einer Sprachlenkungsinstitution der Esperantobewegung. Die ersten Mitglieder, auch Borel wurden während des 1. Esperanto-Weltkongresses in Boulogne-sur-Mer 1905 durch Zamenhof nominiert.

## Werke

### Lehr- und Informationsmaterial
Esperanto-Verlag Möller & Borel, Berlin
- Vollständiges Lehrbuch der Esperanto-Sprache. 1904.
- Schlüssel zum Vollständigen Lehrbuch der Esperanto-Sprache 1904.
- Die Frage einer internationalen Hilfssprache und das Esperanto 1904.
- Esperanto Leitfaden. 1906.
- Esperanta-germana frazlibro de la ĉiutaga vivo (laŭ R. Anton), 1907.
- Legolibreto 1909.
- Mit A. Matthias: Praktika frazaro: Dialogoj de la ĉiutaga vivo.1910.
- Komerca korespondo. 1911.
- Ĉu vi parolas Esperante? 1912.

Deutsche Nationalbibliothek, Leipzig
- Die Esperanto-Sprache auf einem Blatte: Wörterbuch, Grammatik, Aussprache und Wortbildung. Neuauflage, 2017 (2 Seiten).

### Übersetzungen
- J.-J. Porchat: Sub la neĝo: Taglibro de juna loĝanto de la Jura Montaro. Esperanto-Verlag Möller & Borel, Berlin 1908.
- R. Stolle: Konsiloj pri higieno. Esperanto-Verlag Möller & Borel, Berlin 1910.
- E. Coué: La regado de si mem per konscia aŭtosugesto. Esperanto-Verlag Ellersiek und Borel, Berlin und Dresden 1924.
- Prosper. Mérimée: Mateo Falcone kaj aliaj rakontoj. Rudolf Mosse. Esperanto-Fako, Berlin 1926.

## Ehrungen
- Ehrenzeichen des DEB 1909
- Ehrenmitglied des DEB 1909
- Ehrenvorsitzender der Esperanto-Gruppe Berlin 1909